# Pleurosicya plicata
Pleurosicya plicata és una espècie de peix de la família dels gòbids i de l'ordre dels perciformes.

## Morfologia
Els mascles poden assolir els 3,5 cm de longitud total.

## Distribució geogràfica
Es troba des de Chagos fins a Papua Nova Guinea, les Filipines, el nord-oest d'Austràlia i Tonga.